# Sportplatz Rheinau
El Sportplatz Rheinau es un estadio de fútbol situado en Balzers, Liechtenstein. En el cual juega como local el FC Balzers, que actualmente compite en la 2. Liga Interregional Suiza quinta división del país, después de su descenso en la temporada 2023-24. Actualmente tiene una capacidad de 2000 espectadores, convirtiéndolo en el segundo estadio de fútbol más grande en Liechtenstein, por detrás del Rheinpark Stadion en Vaduz, estadio donde juegan la Selección de fútbol de Liechtenstein, y el FC Vaduz.